# Trilogia Dark Nest
La trilogia Dark Nest è una serie di romanzi facente parte dell'Universo espanso di Guerre stellari. Consiste di tre romanzi scritti da Troy Denning e pubblicati da Del Rey Books tra luglio e dicembre 2005. La storia è ambientata nel 35-36 ABY e riprende buona parte dei personaggi apparsi in precedenza in The New Jedi Order, formando l'anello di congiunzione tra la serie e le successive Legacy of the Force e Fate of the Jedi.

## Trama
Alcuni giovani Jedi, tra cui Jacen e Jaina Solo, Tahiri Veila e Lowbacca, ricevono una richiesta di aiuto tramite la Forza e si recano nelle Regioni Ignote, dove scoprono che la specie insettoide dei killik si è espansa oltre il suo territorio minacciando lo spazio dei chiss. La colonia dei killik, che ha assorbito nella sua coscienza collettiva l'ex Jedi Raynar Thul, viene influenzata in segreto da un nido nascosto di killik chiamato Gorog, che ospita gli individui più violenti del loro popolo e ha inoltre assorbito Lomi Plo e Welk, i quali intendono spingere sempre più l'espansione dei killik per appropriarsi dell'interia galassia. I giovani Jedi stessi cadono sotto l'influenza della colonia, diventando "joiner" e combattendo al loro fianco.
La situazione precipita quando interviene anche l'Alleanza Galattica, con i joiner Jedi che confondono le idee agli schieramenti e provocano un conflitto a tre tra l'Alleanza, i killik e i chiss. I killik intanto reclutano alleati tra le specie insettoidi della galassia. Luke Skywalker si nomina gran maestro dell'ordine, riuscendo a riunire i Jedi sotto il suo comando e a lanciare un attacco al nido Gorog. I Jedi riescono a uccidere Lomi Plo e Welk, mettendo fine all'influenza del covo Gorog sui killik. Raynar Thul viene sconfitto da Luke e liberato dal controllo mentale degli insettoidi, i quali si rappacificano.

## Creazione e sviluppo
Al termine di The New Jedi Order, Lucas Licensing e Del Rey commissionarono a Troy Denning una trilogia di romanzi di Guerre stellari. Considerando necessario prendersi una pausa dalla scala epica e dall'intensità della serie precedente, Denning concepì un conflitto su scala minore e meno catastrofico, e, sfruttando la grande libertà artistica che gli venne concessa, delineò la storia della specie insettoide dei killik. L'autore decise di ambientare la trilogia cinque anni dopo l'invasione degli Yuuzhan Vong, con la galassia sulla via della ripresa, sebbene minacciata costantemente da divisioni interne. Dopo le terribili esperienze vissute durante la guerra, i personaggi vennero resi più duri, tristi e provati sia sul piano fisico che mentale; anche alcuni Jedi, tradizionalmente saggi ed equilibrati, cominciarono a mostrare segni di conflitto morale, diventando più freddi e spietati e meno in grado di tracciare una chiara linea di demarcazione tra giusto e sbagliato. L'autore in particolare si concentrò sull'evoluzione del personaggio di Jacen Solo, i suoi conflitti morali, i traumi, la solitudine e il senso di responsabilità per il futuro della galassia, in uno sviluppo che vedrà la sua conclusione nella serie successiva Legacy of the Force.

## Opere
- The Joiner King di Troy Denning
- The Unseen Queen di Troy Denning
- The Swarm War di Troy Denning